# Šumarica
Šumarica (lat. Anemone) je rod zeljastih trajnica iz porodice žabnjakovki (Ranunculaceae) sa 172 priznate vrste. Šumarice žive u umjernim i hladnim predjelima. U Hrvatskoj su najpoznatije bijela šumarica (A. nemorosa), trolisna šumarica (Anemone trifolia), jetrenka (A. hepatica), vrtna šumarica (Anemone hortensis), žuta šumarica (A. ranunculoides), šumska šumarica ili velika šumarica (A. sylvestris) i zvjezdasta šumarica (A. hortensis; raste na primorskim travnjacima). Od svih vrsta u Hrvatskoj sve su otrovne i zaštićene, a dvije od njih su strogo zaštićene.
Šumarice narastu 15 do 30 centimetara u visinu, listovi su joj u obliku rozete, a cvjetovi crvene, ružičaste i bijele boje, sa šest i više latica. Zbog ljepote se često sadi kao ukrasna biljka po vrtovima i cvjetnjacima, a u narodu je ovaj cvijet poznat i kao adonisov cvijet, lik iz mita koji je bio Venerin ljubavnik.
Naziv potječe od grčke riječi anemos - vjetar.

## Vrste
1. Anemone afghanica Podlech
2. Anemone alaschanica (Schipcz.) Borodina
3. Anemone angustiloba H.Eichler
4. Anemone assisbrasiliana Kuhlm. & Porto
5. Anemone baissunensis Juz. ex M.M.Sharipova
6. Anemone begoniifolia H.Lév. & Vaniot
7. Anemone berlandieri Pritz.
8. Anemone biflora DC.
9. Anemone brachystema W.T.Wang
10. Anemone × brecklei Rech.f.
11. Anemone brevistyla C.C.Chang ex W.T.Wang
12. Anemone bucharica (Regel) Finet & Gagnep.
13. Anemone caffra (Eckl. & Zeyh.) Harv.
14. Anemone caroliniana Walter
15. Anemone cathayensis Kitag. ex Tamura
16. Anemone coelestina Franch.
17. Anemone coronaria L.
18. Anemone crassifolia Hook.
19. Anemone cylindrica A.Gray
20. Anemone debilis Fisch. ex Turcz.
21. Anemone decapetala Ard.
22. Anemone drummondii S.Watson
23. Anemone edwardsiana Tharp
24. Anemone fanninii Harv. ex Mast.
25. Anemone flexuosissima Rech.f.
26. Anemone fulingensis W.T.Wang & Z.Y.Liu
27. Anemone fuscopurpurea H.Hara
28. Anemone geum H.Lév.
29. Anemone glazioviana Urb.
30. Anemone × gokayamensis M.Sugim., Tak.Sato & Naruh.
31. Anemone hemsleyi Britton
32. Anemone hokouensis C.Y.Wu ex W.T.Wang
33. Anemone hortensis L.
34. Anemone howellii Jeffrey & W.W.Sm.
35. Anemone imperialis Kadota
36. Anemone koraiensis Nakai
37. Anemone × korzchinskyi E.G.Camus
38. Anemone lacerata (Y.L.Xu) Luferov
39. Anemone laceratoincisa W.T.Wang
40. Anemone liangshanica W.T.Wang
41. Anemone lithophila Rydb.
42. Anemone lutienensis W.T.Wang
43. Anemone milinensis W.T.Wang
44. Anemone moorei Espinosa
45. Anemone motuoensis W.T.Wang
46. Anemone multifida Poir.
47. Anemone nutantiflora W.T.Wang & L.Q.Li
48. Anemone obtusiloba D.Don
49. Anemone ochotensis (Fisch. ex Pritz.) Fisch.
50. Anemone okennonii Keener & B.E.Dutton
51. Anemone orthocarpa Hand.-Mazz.
52. Anemone palmata L.
53. Anemone parviflora Michx.
54. Anemone patula C.C.Chang ex W.T.Wang
55. Anemone pavoniana Boiss.
56. Anemone pendulisepala Y.N.Lee
57. Anemone poilanei Gagnep.
58. Anemone polycarpa W.E.Evans
59. Anemone punctulata Riedl
60. Anemone raui Goel & U.C.Bhattach.
61. Anemone rivularis Buch.-Ham. ex DC.
62. Anemone robusta W.T.Wang
63. Anemone robustostylosa R.H.Miao
64. Anemone rockii Ulbr.
65. Anemone rupestris Wall. ex Hook.f. & Thomson
66. Anemone rupicola Cambess.
67. Anemone scabriuscula W.T.Wang
68. Anemone sellowii Pritz.
69. Anemone seravschanica Kom.
70. Anemone somaliensis Hepper
71. Anemone subindivisa W.T.Wang
72. Anemone subpinnata W.T.Wang
73. Anemone sumatrana de Vriese
74. Anemone taipaiensis W.T.Wang
75. Anemone tamarae Kharkev.
76. Anemone tenuifolia (L.f.) DC.
77. Anemone thomsonii Oliv.
78. Anemone tibetica W.T.Wang
79. Anemone triternata Vahl
80. Anemone trullifolia Hook.f. & Thomson
81. Anemone truncata (H.F.Comber) Luferov
82. Anemone tschernaewii Regel
83. Anemone tuberosa Rydb.
84. Anemone virginiana L.
85. Anemone × volgensis Luferov
86. Anemone wendelboi Chaudkhari
87. Anemone xingyiensis Q.Yuan & Q.E.Yang
88. Anemone yulongshanica W.T.Wang

Sinonimi
- Anemone montana Hopp →Pulsatilla montana (Hoppe) Rchb.

## Galerija
- Anemone blanda
- Anemone × lipsiensis
- Anemona coronaria
- Anemone montana (sin. Pulsatilla montana)
- Anemone nikoensis
- Anemone multifida
- Anemone hortensis
- Anemone albana (sin. Pulsatilla albana)
- Anemone apennina

## Vanjske poveznice
|  | Zajednički poslužitelj ima još gradiva o temi Anemone |
|  | Wikivrste imaju podatke o taksonu Anemone             |